# شرکت پالایش نفت اصفهان
شرکت پالایش نفت اصفهان (هلدینگ پتروپالایش اصفهان) یا پالایشگاه نفت اصفهان، شرکت پالایش نفت ایرانی است که در حوزه پالایش نفت خام و تولید فرآورده‌های نفتی فعالیت می‌کند. طراحی و ساخت این پالایشگاه با مشارکت دو شرکت آمریکایی و آلمانی به نام‌های فلور و تیسن انجام شده‌است. ظرفیت تولید این پالایشگاه هم‌اکنون ۳۷۵ هزار بشکه در روز (سه واحد تقطیر ۱۲۵ هزار بشکه) است. خوراک پالایشگاه اصفهان توسط شرکت ملی مناطق نفت‌خیز جنوب و میدان نفتی سروستان  در جنوب شهر شیراز تأمین می‌شود و نفت خام مورد نیاز آن به‌طور روزانه از طریق لوله‌ای به طول ۴۳۰ کیلومتر، از میدان نفتی مارون در استان خوزستان، ارسال می‌شود.

## تاریخچهٔ پالایشگاه
نفت خام مورد نیاز شرکت پالایش نفت اصفهان از میدان نفتی مارون، در فاصلهٔ ۷۰ کیلومتری اهواز، از طریق ۷ ایستگاه تقویت فشار و با خط لوله‌ای به طول ۴۳۰ کیلومتر تأمین می‌شود. از میان واحدهای عملیاتی آن می‌توان به واحدهای تقطیر در جو، تقطیر در خلأ، تولید گاز مایع، تبدیل کاتالیستی، تولید هیدروژن و آیزوماکس (هیدروکراکینگ) اشاره کرد.
راه‌اندازی مجتمع پتروشیمی بندرامام، اعزام گروه‌های تعمیراتی جهت کمک در تعمیرات اساسی دیگر پالایشگاه‌ها توسط متخصصان این واحد انجام گرفته‌است. ظرفیت پالایشگاه از ۱۸۰٬۰۰۰ بشکه در روز در سال ۱۳۵۸ به حدود ۳۸۰٬۰۰۰ بشکه در روز افزایش پیدا کرده‌است.
در سال ۱۳۸۱ واحد روغن‌سازی این شرکت با عنوان شرکت نفت سپاهان و در سال ۱۳۸۲ واحد قیرسازی شرکت با عنوان شرکت پالایش نفت جی به بخش خصوصی واگذار شده‌اند.
در هفتم مهرماه سال ۱۴۰۲ واحد پالایش نفت‌گاز پالایشگاه با ظرفیت تولید روزانه ۱۶ میلیون لیتر گازوئیل با کیفیت یورو ۵ به بهره‌برداری رسید.

## طرح‌های توسعهٔ شرکت
پروژهٔ تقطیر سوم: به منظور جلوگیری از تولید محصولات سنگین به‌ویژه نفت کوره (مازوت) از ۲۵٪؜ به زیر ۱۰٪؜ که دارای ارزش افزوده بسیار پایین نسبت به دیگر محصولات می‌باشد، در مرداد سال ۹۸ به بهره‌برداری رسید.
طرح احداث سامانه تصفیه‌خانهٔ پساب شاهین‌شهر: جهت تأمین آب موردنیاز واحدهای عملیاتی و پالایشی به ظرفیت ۷۵۰ متر مکعب در ساعت در مرداد سال ۹۸ مورد بهره‌برداری قرار گرفت. سهام شرکت پالایش نفت اصفهان در بورس اوراق بهادار تهران معامله می‌شود.

## فرآورده‌ها
- گاز مایع
- بنزین
- نفت گاز
- انواع سوخت هواپیما
- نفت سفید
- انواع حلال
- روغن خام
- گوگرد
- نفت کوره

## انتقادها به تشدید آلودگی هوا
به گفته فعالان زیست محیطی، پالایشگاه نقش مهمی در تشدید آلودگی هوای اصفهان دارد. مسئولین اصفهان بارها نسبت به طرح های توسعه پالایشگاه اعتراض کرده اند‌.  همچنین به گفته یکی از اعضای شورای شهر اصفهان طرح های توسعه پالایشگاه تحت عنوان «دانش بنیان» بدون مجوزهای زیست محیطی اجرا می شود.